# گورستان نقنه
گورستان نقنه مربوط به دوره صفوی - دوره افشار - دوره قاجار است و در شهرستان بروجن و شهر نقنه واقع شده است. این اثر در تاریخ ۸ مرداد ۱۳۸۱ با شمارهٔ ثبت ۶۰۱۴ به‌عنوان یکی از آثار ملی ایران به ثبت رسیده است.